# 金鐘獎男歌星演員
金鐘獎男歌星演員獎，為曾經的一個頒發獎項，創設於第15屆，第24屆停止頒發及廢除。

## 歷屆得獎暨入圍名單

### 男歌星演員獎（第15屆～第23屆）
| 年度            | 得獎者      | 其他入圍者                                    |
| --------------- | ----------- | --------------------------------------------- |
| 1980 （第15屆） | 劉文正 華視 | 葉明德／台視 余天／台視                       |
| 1981 （第16屆） | 從缺        | 張帝／台視 費玉清／中視 劉文正／華視          |
| 1982 （第17屆） | 劉文正 華視 | 費玉清／中視 華怡保／台視                     |
| 1983 （第18屆） | 劉文正 華視 | 張帝／華視 凌峰／台視                         |
| 1984 （第19屆） | 費玉清 中視 | 劉文正／華視 劉福助／台視                     |
| 1985 （第20屆） | 凌峰 中視   | 康雷／台視 孫豪／華視                         |
| 1986 （第21屆） | 楊烈 華視   | 鄒森／台視                                    |
| 1987 （第22屆） | 文章 中視   | 殷正洋／中視 楊烈／華視                       |
| 1988 （第23屆） | 殷正洋 中視 | 余天／中視 文章／中視 楊烈／華視 劉福助／台視 |